# کوین شیلدز
کوین شیلدز (انگلیسی: Kevin Shields؛ زادهٔ ۲۱ مهٔ ۱۹۶۳) موسیقی‌دان و گیتارنواز ایرلندی‌تبار اهل ایالات متحده آمریکا است. او از سال ۱۹۷۹ میلادی تاکنون مشغول فعالیت بوده و بیشتر به‌خاطر خوانندگی و گیتارنوازی در گروه آلترناتیو راک مای بلادی ولنتاین شناخته می‌شود. سبک نوازندگی چندلایه‌ی شیلدز و استفاده‌اش از سیستم ترمولو سبب بازآفرینی تکنیک گیتارِ گلاید (glide guitar) و شکل‌گیری سبک شوگیزینگ شد.